# Ashland (Massachusetts)
Ashland – miasto w Stanach Zjednoczonych, w stanie Massachusetts, w hrabstwie Middlesex.